# أبو صمادة
قرية أبو صمادة هي إحدى القرى التابعة لمركز الدلنجات في محافظة البحيرة في جمهورية مصر العربية. حسب إحصاءات سنة 2006، بلغ إجمالي السكان في أبو صمادة 5544 نسمة، منهم 2851 رجل و2693 امرأة.